# Тревиза, Джон
Джон Тревиза (англ. John Trevisa или John of Trevisa, лат. Ioannes Trevisa, или Johannes de Trevisa; 1326 или 1342 — 1402 или 1412) — корнский священник, историк, писатель и переводчик, один из летописцев начального периода Столетней войны.

## Биография
Родился в 1342 году в Тревессе (Trevessa) в приходе Сент-Энодер (корн. Эглосенодер) в Корнуолле. По другим данным, родился в 1326 году в Крокадоне в приходе Сент-Меллион (Корнуолл). Являлся носителем корнского языка.
В 1362 году окончил Эксетер-колледж в Оксфорде, где преподавал до 1369 года, получив степень магистра. Не позже 1372 года перешёл в Куинз-колледж Оксфорда, где трудился до 1379 года, покуда не был исключён из-за конфликта с ректором Томасом Карлайсом.
Вернувшись в колледж в 1383 году, возможно, сотрудничал с работавшими там Джоном Уиклифом и Николасом Херефордом, приняв участие в составлении ранней версии «Библии Уиклифа» (1382—1395).
С 1374 года служил викарием в Беркли (Глостершир), а с 1387 года капелланом у барона Томаса Беркли и каноником в Уэстбери-на-Северне. Между 1395 и 1399 годами снимал в Куинз-колледже комнату, где, вероятно, переводил найденные в местной библиотеке сочинения Бартоломея Английского. 
Умер в мае 1402-го или 1412 года в Беркли.

## Сочинения
Между 1385 и 1387 годами перевёл с латыни на среднеанглийский язык для своего покровителя лорда Томаса Беркли «Полихроникон» (лат. Polychronicon) известного историка Ранульфа Хигдена (ум. 1364), продолжив его до 1360 года, когда заключён был исторический мир в Бретиньи, и предварив обращением к заказчику и морально-дидактической «Беседой лорда и клирика в переводе» (англ. Dialogue on Translation Between a Lord and a Clerk), представляющей собой переложение анонимной латинской «Беседы рыцаря и клирика» (лат. Dialogus militem et clericum), приписывавшейся известному философу-францисканцу Уильяму Оккаму. Исследователями выявлено свыше 120 авторских заметок и интерполяций, внесённых Тревизой в текст хроники Хигдена.
Выполнил немало других переводов, например, популярной средневековой энциклопедии «О свойствах вещей» (лат. De proprietatibus rerum) Бартоломея Английского (1250), трактата «О правлении государей» (лат. De regimine principum) Эгидия Римского (кон. XIII в.), полемического сочинения архиепископа Ричарда Фитцральфа «В защиту белого духовенства» (лат. Defensio curatorum, сер. XIV в.); книг Ветхого Завета, апокрифического Евангелия от Никодима, «Краткого изложения военного дела» Флавия Вегеция (IV в. н. э.), «Откровения Псевдо-Мефодия» (VII в.), в том числе по заказу лорда Беркли, а также в просветительских целях.
Некоторые ранние английские антикварии безосновательно приписывали Тревизе первый английский перевод Библии, напечатанный в XV веке Уильям Кэкстоном, а учёный епископ Джон Бейл ошибочно называл его автором «Деяний короля Артура» (лат. Gesta Regis Arthuri), в реальности представлявших собой соответствующие фрагменты хигденовского «Полихроникона». Церковный историк XVII века Джеймс Ашшер цитировал составленную Тревизой родословную короля Шотландии Дэвида II Брюса.
Перевод «Полихроникона» Хигдена, выполненный Тревизой, был весьма популярен в XIV—XV веках и дошёл до нас, как минимум, в 14 полных рукописях, лучшие из которых хранятся в Британской библиотеке (Лондон), библиотеках колледжей Корпус-Кристи и Святого Иоанна Кембриджского университета, а также библиотеке Принстонского университета (Нью-Джерси, США). Впервые он был напечатан в 1495 году в Лондоне учеником Уильяма Кэкстона Уинкином де Уордом вместе с «Полихрониконом» Хигдена. Комментированное научное издание его было выпущено в 1865—1866 годах в академической Rolls Series под редакцией археолога Черчилля Бабингтона и преп. Джозефа Роусона Ламби.
Джон Тревиза является 17-м по счёту из наиболее цитируемых авторов, включённых в «Оксфордский словарь английского языка».